# Euler-képlet
Az Euler-képlet a komplex matematikai analízis egy formulája, mely megmutatja, hogy szoros kapcsolat van a szögfüggvények és a komplex exponenciális függvény között. A képletet Leonhard Eulerről nevezték el. (Az Euler-összefüggés az Euler-képlet egy speciális esete.)
Az Euler-képlet azt állítja, hogy minden valós x számra igaz:
{\displaystyle e^{ix}=\cos(x)+i\sin(x)\!}
ahol
{\displaystyle e} az Euler-féle szám, a természetes logaritmus alapja (=2,71828 …)
{\displaystyle i={\sqrt {-1}}} az imaginárius egység
Richard Feynman az Euler-képletet „becses szellemi drágakő”-nek és „a matematika egyik legfigyelemreméltóbb összefüggésé”-nek nevezte.

## Története
Az Euler-képletet először 1714-ben Roger Cotes bizonyította az alábbi alakban:
{\displaystyle \ln(\cos(x)+i\sin(x))=ix\ }
(ahol „ln” a természetes alapú logaritmust jelenti, vagyis az e alapú logaritmust).
Euler volt az első, aki jelenlegi alakjában tette közzé 1748-ban, és a bizonyítást arra alapozta, hogy a két oldal végtelen sorai egyenlőek.
Egyikük sem vette észre a képlet geometriai interpretációját: a komplex számokra, mint a komplex sík geometriai pontjaira csak mintegy 51 évvel később Caspar Wessel gondolt.

## Alkalmazás a komplex számok elméletében
A képlet úgy interpretálható, hogy az eix egy egységsugarú kört rajzol ki a komplex számok síkján, ahogy x az összes valós számot végigpásztázza. Itt x az a szög, mely a pozitív valós tengely és a pontot az origóval összekötő egyenessel bezár (radiánban).
Az eredeti bizonyítás az ez exponenciális függvény (ahol z komplex szám) és a valós argumentumú sin x valamint a cos x szögfüggvény Taylor-sorba fejtésén alapul. (Lásd lejjebb).
Az Euler-képletet arra is lehet használni, hogy a komplex számokat polárkoordinátás alakban ábrázoljuk. Minden z = x + iy komplex szám felírható így:
{\displaystyle z=x+iy=|z|(\cos \phi +i\sin \phi )=|z|e^{i\phi }\,}
{\displaystyle {\bar {z}}=x-iy=|z|(\cos \phi -i\sin \phi )=|z|e^{-i\phi }\,}
ahol
{\displaystyle x=\mathrm {Re} \{z\}\,} a valós rész,
{\displaystyle y=\mathrm {Im} \{z\}\,} a képzetes rész,
{\displaystyle |z|={\sqrt {x^{2}+y^{2}}}}  a z abszolút értéke,
{\displaystyle \phi \ } a z argumentuma (a szög az x tengely és a z vektor között). A szög pozitív értéke az óramutató járásával ellenkező irányú, és radiánban mérjük.
Az Euler-képlet segítségével definiálható a komplex szám logaritmusa is. Használjuk fel ehhez az alábbi azonosságokat:
{\displaystyle a=e^{ln(a)}\,}
és
{\displaystyle e^{a}e^{b}=e^{a+b}\,}
mindkettő igaz bármely a és b komplex számra, így írható:
{\displaystyle z=|z|e^{i\phi }=e^{\ln |z|}e^{i\phi }=e^{\ln |z|+i\phi }\,}
minden {\displaystyle z\neq 0}-ra. Mindkét oldal logaritmusát véve:
{\displaystyle \ln z=\ln |z|+i\phi .\,}
és valóban ezt a komplex logaritmus definíciójaként lehet használni. Egy komplex szám logaritmusa ezért többértékű függvény, mivel {\displaystyle \phi \,} többértékű.
Végül a másik exponenciális összefüggés:
{\displaystyle (e^{a})^{k}=e^{ak},\,}
melyről be lehet látni, hogy minden k egész számra igaz és az Euler-képlet néhány trigonometriai azonosságot eredményez, mint például a De Moivre-képlet.

## Kapcsolata a trigonometriával
Az Euler-képlet szoros kapcsolatot teremt a matematikai analízis és a trigonometria között és lehetővé teszi a szinusz- és koszinuszfüggvényeknek az exponenciális függvény súlyozott összegeként való értelmezését:
{\displaystyle \cos x={e^{ix}+e^{-ix} \over 2}}
{\displaystyle \sin x={e^{ix}-e^{-ix} \over 2i}.}
Ezt a két egyenletet az alábbi Euler-képletek összeadásával és kivonásával
{\displaystyle e^{ix}=\cos x+i\sin x\;}
{\displaystyle e^{-ix}=\cos(-x)+i\sin(-x)=\cos x-i\sin x\;}
majd egyiket koszinuszra és szinuszra megoldva lehet levezetni.
Ezek a kifejezések akár a szögfüggvények definíciós képletei is lehetnek komplex x argumentumokra. Például, ha x = iy, ezt kapjuk:
{\displaystyle \cos(iy)={e^{-y}+e^{y} \over 2}=\cosh(y)}
{\displaystyle \sin(iy)={e^{-y}-e^{y} \over 2i}=i\sinh(y).}

## Más alkalmazások
Differenciálegyenleteknél az eix függvényt gyakran a deriválások egyszerűbb alakra hozásához használják, különösen, ha a végső megoldás szögfüggvényeket tartalmazó valós függvény. Az Euler-összefüggés az Euler-képletből könnyen levezethető.
Az elektrotechnikában és más területeken az időben periodikusan változó jeleket gyakran a szinusz- és koszinuszfüggvények kombinációjaként írják le (lásd Fourier-analízis), és ezeket kényelmesebb képzetes kitevőjű exponenciális függvények valós részeként kifejezni az Euler-képlet segítségével. Áramkörök fázis analízisénél is az Euler képlet segítségével könnyű tárgyalni a kapacitások és impedanciák figyelembevételét.

## Bizonyítások

### Taylor-sor felhasználásával
A következő bizonyítás a Taylor-sorokat és az i hatványainak egyszerű összefüggéseit használja fel:
{\displaystyle {\begin{aligned}i^{0}&{}=1,\quad &i^{1}&{}=i,\quad &i^{2}&{}=-1,\quad &i^{3}&{}=-i,\\i^{4}&={}1,\quad &i^{5}&={}i,\quad &i^{6}&{}=-1,\quad &i^{7}&{}=-i,\\\end{aligned}}}
és így tovább. Az ex, cos(x) és sin(x) függvényt (feltéve, hogy x valós szám) az origón kifejtett Taylor-sorával lehet felírni:
{\displaystyle {\begin{aligned}e^{x}&{}=1+x+{\frac {x^{2}}{2!}}+{\frac {x^{3}}{3!}}+\cdots \\\cos x&{}=1-{\frac {x^{2}}{2!}}+{\frac {x^{4}}{4!}}-{\frac {x^{6}}{6!}}+\cdots \\\sin x&{}=x-{\frac {x^{3}}{3!}}+{\frac {x^{5}}{5!}}-{\frac {x^{7}}{7!}}+\cdots \end{aligned}}}
Komplex z-re ezeket a függvényeket a fenti sorokkal definiáljuk azzal, hogy x helyébe z-t írunk. Ez azért lehetséges, mert mindkét sor konvergenciatartománya végtelen. Ebből következik:
{\displaystyle {\begin{aligned}e^{iz}&{}=1+iz+{\frac {(iz)^{2}}{2!}}+{\frac {(iz)^{3}}{3!}}+{\frac {(iz)^{4}}{4!}}+{\frac {(iz)^{5}}{5!}}+{\frac {(iz)^{6}}{6!}}+{\frac {(iz)^{7}}{7!}}+{\frac {(iz)^{8}}{8!}}+\cdots \\&{}=1+iz-{\frac {z^{2}}{2!}}-{\frac {iz^{3}}{3!}}+{\frac {z^{4}}{4!}}+{\frac {iz^{5}}{5!}}-{\frac {z^{6}}{6!}}-{\frac {iz^{7}}{7!}}+{\frac {z^{8}}{8!}}+\cdots \\&{}=\left(1-{\frac {z^{2}}{2!}}+{\frac {z^{4}}{4!}}-{\frac {z^{6}}{6!}}+{\frac {z^{8}}{8!}}-\cdots \right)+i\left(z-{\frac {z^{3}}{3!}}+{\frac {z^{5}}{5!}}-{\frac {z^{7}}{7!}}+\cdots \right)\\&{}=\cos(z)+i\sin(z)\end{aligned}}}
A kifejezések átrendezése igazolható, mivel mindegyik sor abszolút konvergens. z = x felvételével az eredeti azonosságot kapjuk abban a formában, ahogy Euler felfedezte.

### Deriválás felhasználásával
Definiáljuk a {\displaystyle f} függvényt a következőképpen:
{\displaystyle f(x)={\frac {\cos x+i\sin x}{e^{ix}}}.\ }
Ez lehetséges, mivel az
{\displaystyle e^{ix}\cdot e^{-ix}=e^{0}=1\ }
egyenlet magában foglalja, hogy {\displaystyle e^{ix}} sohasem zéró.
Az {\displaystyle f} deriváltja a törtfüggvények deriválási szabálya szerint:
{\displaystyle {\begin{aligned}f'(x)&{}={\frac {(-\sin x+i\cos x)\cdot e^{ix}-(\cos x+i\sin x)\cdot i\cdot e^{ix}}{(e^{ix})^{2}}}=\\&{}={\frac {-\sin x\cdot e^{ix}-i^{2}\sin x\cdot e^{ix}}{(e^{ix})^{2}}}=\\&{}={\frac {(-1-i^{2})\cdot \sin x\cdot e^{ix}}{(e^{ix})^{2}}}=\\&{}={\frac {(-1-(-1))\cdot \sin x\cdot e^{ix}}{(e^{ix})^{2}}}=\\&{}=0.\end{aligned}}}
Ennélfogva az {\displaystyle f\ }-nek konstans függvénynek kell lennie. Így
{\displaystyle {\frac {\cos x+i\sin x}{e^{ix}}}=f(x)=f(0)={\frac {\cos 0+i\sin 0}{e^{0}}}=1.}
Átrendezve:
{\displaystyle \displaystyle \cos x+i\sin x=e^{ix}.}
Q.E.D.

### Közönséges differenciálegyenletek felhasználásával
Definiáljuk a g(x) függvényt az alábbiak szerint:
{\displaystyle g(x)\ {\stackrel {\mathrm {def} }{=}}\ e^{ix}.\ }
Figyelembe véve, hogy i állandó, g(x) első és második deriváltja
{\displaystyle g'(x)=ie^{ix}\ }
{\displaystyle g''(x)=i^{2}e^{ix}=-e^{ix}\ }
mivel definíció szerint i 2 = ‒1. Ebből az alábbi lineáris másodrendű közönséges differenciálegyenlet szerkeszthető:
{\displaystyle g''(x)=-g(x)\ }
vagy
{\displaystyle g''(x)+g(x)=0.\ }
Ezt a differenciálegyenletet két lineárisan független megoldás elégíti ki:
{\displaystyle g_{1}(x)=\cos(x)\ }
{\displaystyle g_{2}(x)=\sin(x).\ }
Mind a cos(x), mind a sin(x) valós függvény, melynek második deriváltja egyenlő az eredeti függvény -1-szeresével. A megoldások bármely lineáris kombinációja is megoldás, így a differenciálegyenlet általános megoldása:
| {\displaystyle g(x)\,} | {\displaystyle =Ag_{1}(x)+Bg_{2}(x)\ } |
|                        | {\displaystyle =A\cos(x)+B\sin(x)\ }   |
tetszőleges A és B esetén. Azonban ennek a két állandónak nem minden értéke elégíti ki a g(x) függvény alábbi kezdeti feltételeit:
{\displaystyle g(0)=e^{i0}=1\ }
{\displaystyle g'(0)=ie^{i0}=i\ }.
Behelyettesítve az általános megoldást a kezdeti feltételekbe:
{\displaystyle g(0)=A\cos(0)+B\sin(0)=A\ }
{\displaystyle g'(0)=-A\sin(0)+B\cos(0)=B\ }
kifejezhető az állandók értéke:
{\displaystyle g(0)=A=1\ }
{\displaystyle g'(0)=B=i\ }
és végül:
{\displaystyle g(x)\ {\stackrel {\mathrm {def} }{=}}\ e^{ix}=\cos(x)+i\sin(x).\ }
Q.E.D.